# Soul Shifter
Soul Shifter es el noveno álbum de estudio del guitarrista estadounidense de metal neoclásico Vinnie Moore, publicado en 2019 por su propio sello discográfico, Mind's Eye Music. De acuerdo con el propio guitarrista, algunas canciones fueron escritas hace años que habían quedado inconclusas debido a las constantes giras con UFO. Cinco de las diez canciones están dedicadas a amigos e influencias de Vinnie: «Mystified» a Chris Cornell, «Brother Carlos» a Carlos Santana, «Gainesville Station» a Steve Gaines, «Soul Rider» a The Allman Brothers Band y «Heard You Were Gone» a un antiguo compañero de la banda Elliott.

## Lista de canciones
| N.º | Título                | Duración |  |
| 1.  | «Funk Bone Jam»       | 5:01     |  |
| 2.  | «Same Sun Shines»     | 4:45     |  |
| 3.  | «Kung Fu Grip»        | 4:49     |  |
| 4.  | «Mystified»           | 3:37     |  |
| 5.  | «Brother Carlos»      | 4:31     |  |
| 6.  | «Gainesville Station» | 4:26     |  |
| 7.  | «Soul Rider»          | 4:00     |  |
| 8.  | «Mirage»              | 4:13     |  |
| 9.  | «Heard You Were Gone» | 4:54     |  |
| 10. | «Across the Ages»     | 5:10     |  |

## Músicos
- Vinnie Moore: guitarra eléctrica, sintetizador (pistas 2, 8, 9 y 10) y bajo (pistas 3 y 8)
- Rudy Sarzo: bajo (pista 1)
- Randy McStine: bajo (pistas 3 y 10)
- Michael Bean: bajo (pistas 4, 5, 6, 7 y 9) y pedal steel guitar (pista 9)
- John Cassidy: órgano Hammond (pistas 1, 3, 6 y 7), clavinet (pista 1), piano (pistas 3, 4, 5, 7 y 9) y sintetizador (pistas 4 y 5)
- Jordan Rudess: piano (pista 6)
- Richie Monica: batería (pistas 1, 3, 4, 5, 6, 7, 8 y 9)
- John Pessoni: batería (pistas 2 y 10)